# Ère Ōei

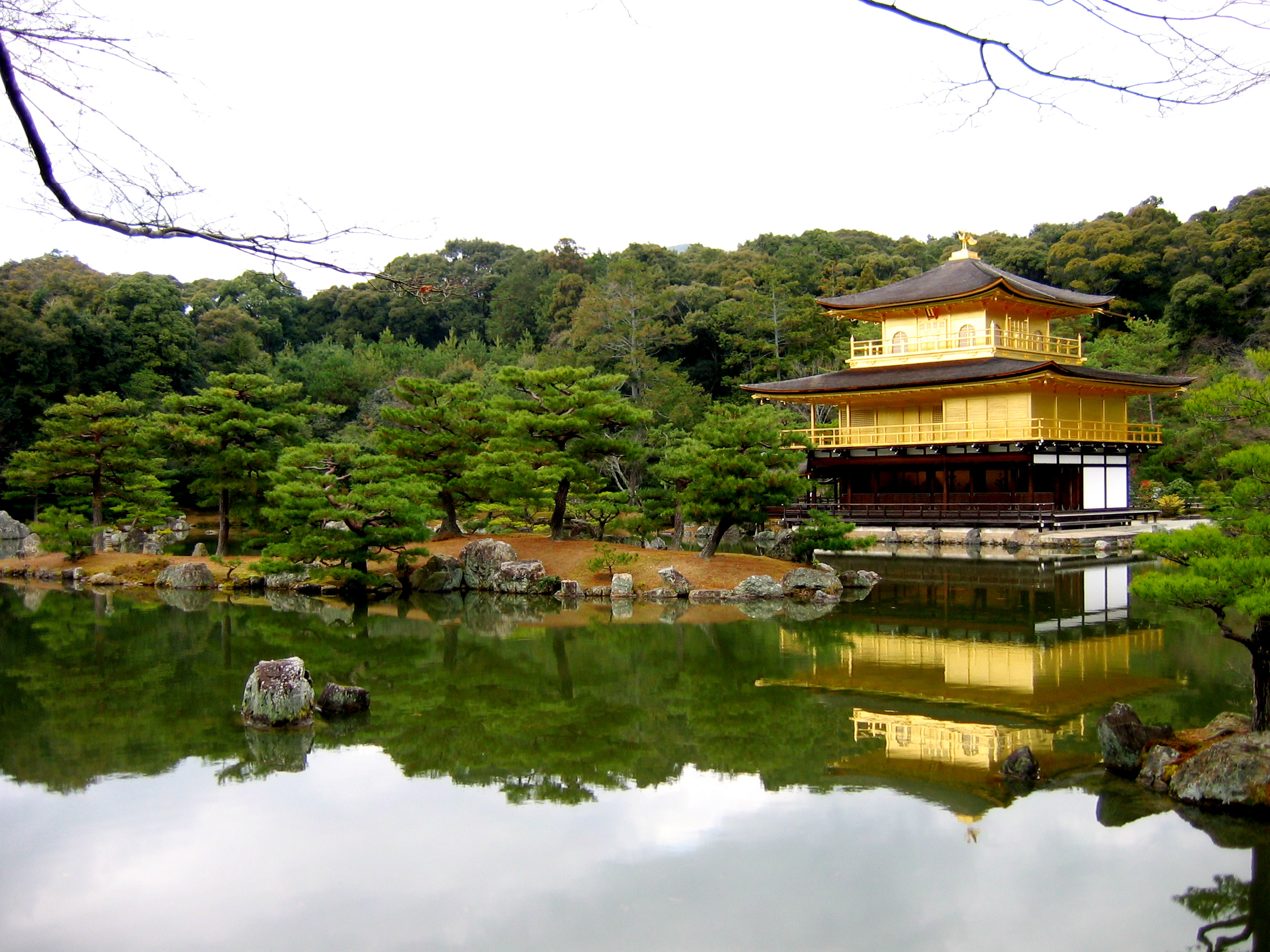
L'ère Ōei a vue le début de la construction du Kinkaku-ji. Au fil du temps le pavillon fut incendié pendant la guerre d'Ōnin (1467-1477) puis en 1950 par un moine.

L'ère Ōei (応永) est une des ères du Japon (年号), nengō, littéralement « le nom de l'année ») suivant l'ère Meitoku et précédant l'ère Shōchō. Cette ère couvre la période allant du mois de juillet 1394 au mois d'avril 1428. Les empereurs régnant sont Go-Komatsu-tennō (後小松天皇) et Shōkō-tennō (称光天皇).

## Changement de l'ère
- 1394 (Ōei gannen 応永元年) : Le nom de la nouvelle ère est créé pour marquer un événement ou une succession d'événements. Le nom de l'ère a été changé pour marquer la transition après une épidémie de peste. La précédente ère se termine quand commence la nouvelle, en Meitoku 5, le cinquième jour du septième mois.

## Événements de l'ère Ōei
- 1394 (Ōei 1) : Yoshimitsu cède officiellement sa position à son fils[3].
- 1396 (Ōei 3) : Imagawa Sadayo est démis[4].
- 1397 (Ōei 4) : Le soulèvement à Kyūshū est réprimé[5].
- 13 mai 1397 (Ōei 4, 16e jour du 4e mois): La construction du Kinkaku-ji commence[6].
- 1397 (Ōei 4, 8e mois) : Un ambassadeur impérial est dépêché par l'empereur Go-Komatsu à la cour de l'empereur Ming Hongwu de Chine[6].
- septembre 1398 (Ōei 5, 8e mois) : Au début de l'automne de la sixième année du règne du roi Taejong de Joseon, une mission diplomatique est envoyée au Japon[7]. Pak Tong-chi (en) et sa suite arrivent à Kyoto. Le shogun Yoshimochi présente à l'envoyé une lettre diplomatique formelle et des cadeaux sont donnés à l'envoyé pour qu'il les transmette à la cour de Joseon[6].
- 1398  (Ōei 5) : Mise en place de l'administration Muromachi[5].
- 18 novembre 1399 (Ōei 6, 28e jour du 10e mois) : La rébellion Ōei (応永の乱, Ōei-no-ran?) commence. Ōuchi Yoshiharu lève une armée contre le shogun Ashikaga Yoshimitsu et les forces des Ashikaga l'emportent[8].
- 1399 (Ōei 6) : Ōuchi Yoshihiro et Ashikaga Mitsukane s'opposent à la guerre Ōei[5].
- 1401 (Ōei 8, 2e mois) : Le palais impérial est incendié[9].
- 1401 (Ōei 8) : Yoshimitsu envoie une mission diplomatique à la cour de l'empereur Ming Jianwen de Chine comme premier pas d'une tentative visant à relancer le commerce entre le Japon et la dynastie Ming de Chine. La lettre transmise à l'empereur de Chine est accompagnées d'une cadeau de 1000 onces d'or et divers objets[9].
- 1402 (Ōei 9) : Yoshimitsu reçoit une lettre de l'empereur Ming Jianwen de Chine. Son intitulé formel accorde par erreur le titre de « roi du Japon » au shogun japonais[10].
- 1402 (Ōei 9) : La rébellion de  Mutsu est réprimée[5].
- 1404 (Ōei 11) : Yoshimitsu est nommé Nippon Koku-Ō (roi du Japon) par l'empereur de Chine.
- 1408 (Ōei 15) : Mort de Yoshimitsu[5].
- 1408 (Ōei 15) : Yoshimochi devient shogun de son propre chef[5].
- 1409 (Ōei 16, 3e mois) : Un ambassadeur de la cour des Joseon est reçu à Kyoto[11].
- 1409 (Ōei 16) : Ashikaga Mochiuji devient Kantō kubō[5].
- 1411 (Ōei 18) : Yoshimochi rompt les relations avec la Chine[12].
- 1412 (Ōei 19) : L'empereur Shōkō devient le nouveau souverain à la suite de l'abdication de son père, l'empereur Go-Komatsu. Son couronnement officiel intervient deux ans plus tard. Shōkō n'a que douze ans lorsqu'il commence à vivre dans le daïri, mais Go-Komatsu, en tant qu'empereur cloîtré, conserve toujours la direction de la cour et le shogun est chargé de la surintendance générale des affaires jusqu'à sa mort à l'âge de 57 ans en 1433[13].
- 1413 (Ōei 20) : Le shogun Ashikaga Yoshimochi tombe malade et envoie un ambassadeur au sanctuaire Ise-jingū prier pour le retour de sa santé[14].
- 1413 (Ōei 20) : L'empereur Go-Komatsu abdique. L'empereur Shōkō accède au trône en violation de l'accord. Renouveau des hostilités entre le shogunat et les partisans de la Cour du Sud[5].
- 29 janvier 1415 (Ōei 21, on the 19e jour du 12e mois) : Couronnement de l'empereur Shōkō.
- 1415 (Ōei 22) : Dissensions entre Mochiuji, le Kantō Kubō à Kamakura et le kanrei Uesugi Zenshū[12].
- 1416 (Ōei 23) : Uesugi se rebelle[5].
- 1417 (Ōei 24) : La rébellion d'Uesugi est réprimée par Mochiuji[12].
- 1418 (Ōei 25) : Ashikaga Yoshimochi ordonne la reconstruction du sanctuaire Asama au pied du mont Fuji dans la province de Suruga[15].
- 18 juillet 1419 (Ōei 26, 26e jour du 6e mois) : L'invasion Ōei 応永の外寇 (Ōei no gaikō?) est une opération militaire de la dynastie Joseon dans la province de Tsushima (Île Tsushima). Les forces militaires des Joseon se concentrent sur les pirates (wakō) qui ont établi des bases à partir desquelles ils lancent des attaques le long des côtes de la péninsule coréenne. Plus de 200 navires et 17 000 combattants prennent part à cette expédition militaire[16].
- 1420 (Ōei 27) : Une grave famine cause de nombreux morts[12].
- 1422 (Ōei 29) : Renouveau des partisans du sud[5].
- 1423 (Ōei 30, 2e mois) : Le shogun Yoshimochi se retire en faveur de son fils, Ashikaga Yoshikatsu qui a dix-sept ans[17].
- 1424 (Ōei 31) : Mort de Go-Kameyama[5].
- 17 mars 1425 (Ōei 32, 27e jour du 2e mois) : Le shogun Yoshikatsu meurt à l'âge de dix-neuf ans n'ayant administré l'empire que trois ans seulement[18].
- 1425 (Ōei 32) : Après la mort de Yoshikatsu, Yoshimochi reprend les responsabilités de la charge[5].
- 1428 (Ōei 35) : Mort de Yoshimochi et de Shōkō. L'empereur Go-Hanazono accède au trône après une deuxième violation de l'accord[5].

| Ōei       | 1re  | 2e   | 3e   | 4e   | 5e   | 6e   | 7e   | 8e   | 9e   | 10e  | 11e  | 12e  | 13e  | 14e  | 15e  |
| Grégorien | 1394 | 1395 | 1396 | 1397 | 1398 | 1399 | 1400 | 1401 | 1402 | 1403 | 1404 | 1405 | 1406 | 1407 | 1408 |

| Ōei       | 16e  | 17e  | 18e  | 19e  | 20e  | 21e  | 22e  | 23e  | 24e  | 25e  | 26e  | 27e  | 28e  | 29e  | 30e  |
| Grégorien | 1409 | 1410 | 1411 | 1412 | 1413 | 1414 | 1415 | 1416 | 1417 | 1418 | 1419 | 1420 | 1421 | 1422 | 1423 |

| Ōei       | 31e  | 32e  | 33e  | 34e  | 35e  |
| Grégorien | 1424 | 1425 | 1426 | 1427 | 1428 |